# 张德彝
張德彝（1847年—1918年），原名張德明，字在初，漢軍鑲黃旗人，晚清外交家、翻譯家、遊記作家。

## 生平
張德彝祖籍福建，后迁遼寧鐵嶺，生于北京，出生时家道中落。同治元年(1862年)，考入当年新成立的京师同文館学习英语。1918年，張德彝病逝北京，享年71歲。他一生8次出國，共在国外度過了27年。每次出國，他皆寫下詳細日記，依次成輯《航海述奇》、《再述奇》、《三述奇》、《四述奇》直至《八述奇》（第七部(七述奇)今已不存），共約200萬字。
- 第一次，同治五年（1866年），作为京师同文馆英文班的学生跟随官员斌椿游历欧洲，回国后写下《航海述奇》。

- 第二次，同治七年（1868年），退役美国駐華公使蒲安臣率「中國使團」出訪美国、英国、法國、比利時、普魯士、俄罗斯等十個國家，張隨團任通事(翻譯員)；回國後，寫下《再述奇》（又名《欧美环游记》），詳述所見所聞。

- 第三次，同治九年（1870年），因发生天津教案，欽差大臣崇厚赴法國道歉，張為隨行英文翻譯，期間在法国曾目擊巴黎公社革命。

- 第四次，光緒二年(1876年)，隨清政府第一任駐英公使郭嵩燾到倫敦使館入职，充任使馆翻譯。

- 第五次，光绪十三年（1887年），隨洪鈞至柏林公使館任隨員。光绪十七年（1891年）回國，與京师同文館的校友沈鐸一起教授光緒帝英文。

- 第六次，光绪二十二年（1896年），出任驻英公使羅豐祿的參贊。

- 第七次，光绪二十七年（1901年）随专使大臣那桐出使日本。

- 第八次，光绪二十八年（1902年），授二品官銜，出任驻英公使，代表清政府在倫敦簽訂《保工章程》。三十二年（1906年），任滿回國。

1918年，張德彝逝世，有人贈與輓聯：「環遊東亞西歐，作宇宙大觀，如此壯行能有幾；著述連篇累續，闡古今奧秘，斯真名士不虛生」。

## 資料來源
1. ↑  張德彝著，鍾叔河編<（1981年）：《航海述奇》，頁2，湖南：湖南人民出版社